# Planetrees (část Hadriánova valu)
Planetrees je jeden ze zachovalých úseků Hadriánova valu, vybudovaného mezi lety 122–128, který pak tvořil severozápadní hranici Římské říše téměř 300 let. Val, postavený římskými vojáky na rozkaz císaře Hadriána po jeho návštěvě provincie Británie v roce 122, se táhl v délce 117 km přes celou severní Anglii od města Wallsend na řece Tyne na východě po vesnici Bowness-on-Solway na západě.
Historická památka Planetrees dostala jméno po farmě, která leží asi 250 metrů od ní. Zeď je v této lokalitě stále ještě dlouhá 35 metrů.

## Popis zdi a její výstavba

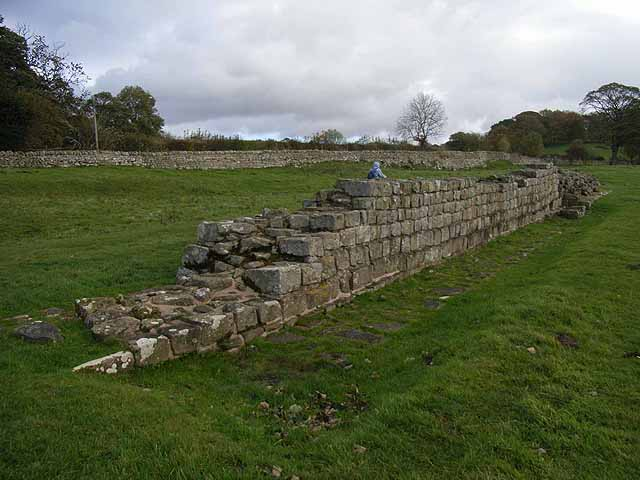
Úsek zdi z jihu, kde je vidět přechod mezi širokou a úzkou zdí

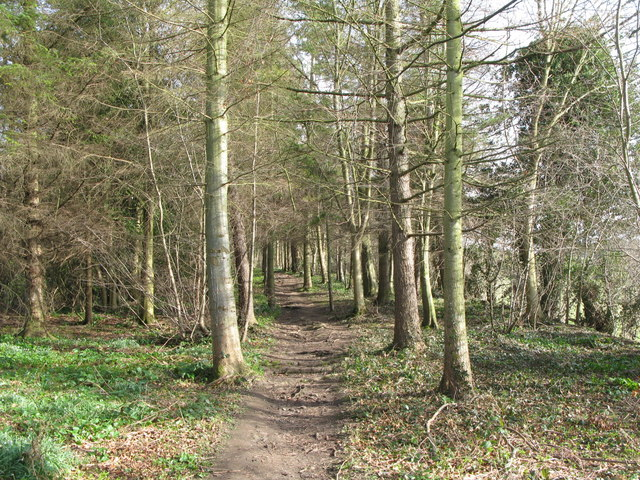
Národní turistická cesta lesem západně od Planetrees

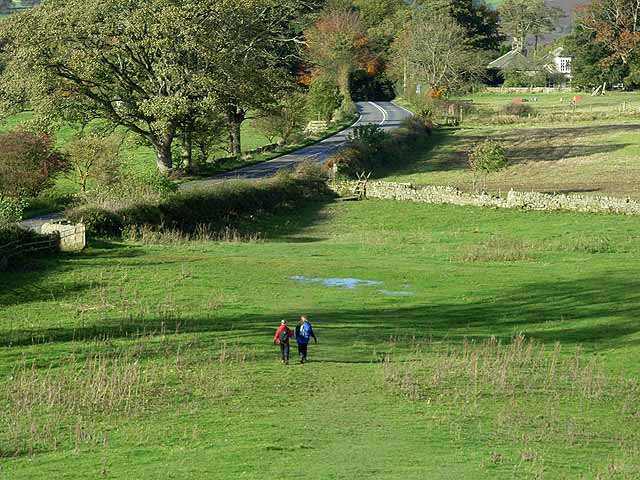
Národní turistická cesta podél Hadrianova valu, u Planetrees

### Zeď široká a úzká
Zeď lze v této lokalitě rozdělit na východní a západní část. Východní je dlouhá přibližně 20 m a široká 10 římských stop (2,8 m), proto se jí říká široká zeď. Východní úsek, dlouhý přibližně 15 m, je takzvaná úzká zeď o šířce 8 římských stop, tj. 1,75 m. Úzká zeď byla na tomto místě zjevně postavena na základech připravených pro zeď širokou.
Toto spojení zdí s různými šířkami je archeologicky zajímavé, protože dokládá, že přímo během stavby došlo ke změně plánu, pravděpodobně kvůli jejímu urychlení.

### Způsob odvodnění
V zachované zdi, v úzkém úseku, se dole nachází odvodňovací kanálek. Tyto kanálky procházejí celou šířku základů (postavených pro širokou zeď), což svědčí o tom, že se stavěly ve stejné době jako základy, a ne až později, s vnější hradbou.

## Záchrana v roce 1801
Tento úsek valu byl v roce 1801 údajně zachráněn díky zásahu historika Williama Huttona, který se přijel z velké dálky podívat na Hadriánův val. Přišel na místo u milníku na dvacátém kilometru, kde měl stát kus zdi 2,2 m vysoký a téměř 205 m dlouhý; jiný tak zachovaný úsek už k vidění na valu nebyl. Ale našel tam pracovníka, který zeď rozebíral, aby kameny z ní mohli použít při stavbě blízkého statku. Přesvědčil jeho i majitele pozemku, Henryho Tulipa, aby zeď přestali ničit. Před tímto zásahem už jí však bylo zbořeno 87 metrů.

## Vykopávky a výzkum
V roce 1989 tam 7. září instituce English Heritage prováděla průzkum v rámci projektu Hadrian Wall Project. Právě ke zjištěním tohoto roku patří, že zdejší úsek ukazuje změnu z úzké zdi (na západním konci) na zeď širokou (na konci východním).

## Záznamy o památce
| Památka    | Číslo památky | Archivní číslo English Heritage |
| Planetrees | 1009743       | NY 96 NW 123                    |

Památka je přístupná nejsnáze pěšky z turistické cesty Hadrian's Wall National Trail.